# Étang de Carcraon
L'étang de Carcraon est une étendue d'eau d’Ille-et-Vilaine au sud de Vitré, alimenté par la Seiche.

## Géographie
L'étang est un vaste plan d'eau douce de 88 hectares (4 kilomètres de long, 0,5 kilomètre de large).

### Hydrographie
L'étang est le réceptacle du cours d’eau de la Seiche.

## Faune et flore de l'étang
L'étang recèle une belle richesse naturelle et accueille de nombreuses espèces d'oiseaux sédentaires ou migrateurs et est classé en  ZNIEFF depuis 1967.
L'amont de l'étang est envahi par une espèce invasive, l'hydrocotyle fausse renoncule  et fait l'objet d'un suivi.

### Faune de l'étang
L'étang accueille des espèces communes mais est surtout intéressant en hiver : canards colverts, canards souchets, grèbes huppés, grands cormorans, mouettes rieuses, poules d'eau et foulques macroules.

## Qualité de l'eau de l'étang
Conformément à la directive-cadre sur l'eau, l'étang doit atteindre le bon état écologique de l'eau. Les évaluations effectuées montrent l'état écologique suivant :
| état écologique de l'étang | 2010    | 2011    |
| -------------------------- | ------- | ------- |
| Classe SEQ-Eau             | Mauvais | Mauvais |

## L'organisation administrative
La partie amont de l'étang est sur la commune de Moutiers, alors que la partie aval est sur Domalain.

## Site récréatif
L’étang est propriété de la fédération départementale des pêcheurs d'Ille-et-Vilaine et sert majoritairement à la pêche.